# Parapodisma etsukoana
Parapodisma etsukoana är en insektsart som beskrevs av Kobayashi 1986. Parapodisma etsukoana ingår i släktet Parapodisma och familjen gräshoppor. Inga underarter finns listade i Catalogue of Life.